# شری-ل-بن
شری-ل-بن (به فرانسوی: Chorey-les-Beaune) یک کمون در فرانسه با جمعیت ۴۸۰ نفر است که در Canton of Beaune-Sud واقع شده‌است.